# بمبالا، نیو ساوت ولز
بمبالا (به انگلیسی: Bombala) یک شهرک در استرالیا است که در Bombala Shire واقع شده‌است.

## آب و هوا
| داده‌های اقلیم بمبالا            | داده‌های اقلیم بمبالا | داده‌های اقلیم بمبالا | داده‌های اقلیم بمبالا | داده‌های اقلیم بمبالا | داده‌های اقلیم بمبالا | داده‌های اقلیم بمبالا | داده‌های اقلیم بمبالا | داده‌های اقلیم بمبالا | داده‌های اقلیم بمبالا | داده‌های اقلیم بمبالا | داده‌های اقلیم بمبالا | داده‌های اقلیم بمبالا | داده‌های اقلیم بمبالا |
| ماه                             | ژانویه               | فوریه                | مارس                 | آوریل                | مه                   | ژوئن                 | ژوئیه                | اوت                  | سپتامبر              | اکتبر                | نوامبر               | دسامبر               | سال                  |
| ------------------------------- | -------------------- | -------------------- | -------------------- | -------------------- | -------------------- | -------------------- | -------------------- | -------------------- | -------------------- | -------------------- | -------------------- | -------------------- | -------------------- |
| سابقهٔ بیش‌ترین °C (°F)           | ۴۰٫۰ (۱۰۴)           | ۴۰٫۷ (۱۰۵)           | ۳۶٫۴ (۹۸)            | ۳۰٫۹ (۸۸)            | ۲۶٫۷ (۸۰)            | ۲۲٫۱ (۷۲)            | ۱۸٫۸ (۶۶)            | ۲۴٫۵ (۷۶)            | ۲۹٫۰ (۸۴)            | ۳۱٫۵ (۸۹)            | ۳۶٫۹ (۹۸)            | ۳۸٫۵ (۱۰۱)           | ۴۰٫۷ (۱۰۵)           |
| میانگین بیش‌ترین °C (°F)         | ۲۵٫۵ (۷۸)            | ۲۵٫۰ (۷۷)            | ۲۲٫۶ (۷۳)            | ۱۸٫۵ (۶۵)            | ۱۴٫۷ (۵۸)            | ۱۱٫۵ (۵۳)            | ۱۱٫۰ (۵۲)            | ۱۲٫۷ (۵۵)            | ۱۵٫۸ (۶۰)            | ۱۸٫۸ (۶۶)            | ۲۱٫۲ (۷۰)            | ۲۳٫۸ (۷۵)            | ۱۸٫۴ (۶۵)            |
| میانگین کم‌ترین °C (°F)          | ۱۰٫۳ (۵۱)            | ۱۰٫۵ (۵۱)            | ۸٫۶ (۴۷)             | ۵٫۲ (۴۱)             | ۲٫۰ (۳۶)             | −۰٫۲ (۳۲)            | −۱٫۲ (۳۰)            | −۰٫۲ (۳۲)            | ۲٫۲ (۳۶)             | ۴٫۷ (۴۰)             | ۶٫۹ (۴۴)             | ۸٫۸ (۴۸)             | ۴٫۸ (۴۱)             |
| سابقهٔ کم‌ترین °C (°F)            | ۰٫۴ (۳۳)             | ۱٫۳ (۳۴)             | −۰٫۲ (۳۲)            | −۵٫۰ (۲۳)            | −۷٫۱ (۱۹)            | −۱۰٫۰ (۱۴)           | −۹٫۶ (۱۵)            | −۸٫۰ (۱۸)            | −۶٫۴ (۲۰)            | −۴٫۷ (۲۴)            | −۲٫۰ (۲۸)            | −۰٫۴ (۳۱)            | −۱۰٫۰ (۱۴)           |
| بارندگی میلی‌متر (اینچ)          | ۶۳٫۲ (۲٫۴۹)          | ۵۹٫۱ (۲٫۳۳)          | ۶۰٫۳ (۲٫۳۷)          | ۴۵٫۰ (۱٫۷۷)          | ۴۳٫۶ (۱٫۷۲)          | ۵۹٫۴ (۲٫۳۴)          | ۴۶٫۱ (۱٫۸۱)          | ۴۰٫۲ (۱٫۵۸)          | ۴۴٫۱ (۱٫۷۴)          | ۵۵٫۲ (۲٫۱۷)          | ۶۴٫۳ (۲٫۵۳)          | ۶۳٫۶ (۲٫۵)           | ۶۴۴٫۱ (۲۵٫۳۵)        |
| میانگین روزهای بارانی (≥ ۰.۲mm) | ۸٫۰                  | ۷٫۶                  | ۸٫۲                  | ۸٫۰                  | ۹٫۱                  | ۱۰٫۲                 | ۹٫۳                  | ۹٫۹                  | ۱۰٫۲                 | ۱۰٫۲                 | ۹٫۷                  | ۹٫۰                  | ۱۰۹٫۴                |
| منبع: Bureau of Meteorology     |                      |                      |                      |                      |                      |                      |                      |                      |                      |                      |                      |                      |                      |